# Stefanie de Roux
Stefanie de Roux Martin (sinh ngày 5 tháng 8 năm 1982) là một người mẫu, người dẫn chương trình truyền hình và thí sinh cuộc thi sắc đẹp người Panama. Cô là người chiến thắng trong cuộc thi Señorita Panamá 2002,  và đại diện cho Panama tại Hoa hậu Hoàn vũ 2003 (lọt Top 15) và Hoa hậu Trái Đất 2006 (lọt Top 8).

## Đầu đời
De Roux bắt đầu quá trình kinh doanh của mình từ rất sớm, khi cô 15 tuổi. Mọi chuyện bắt đầu khi cô tham gia một chương trình thời trang từ thiện để giúp nghiên cứu ung thư. Ngay sau đó, cô đã được một cơ quan tiếp cận và bắt đầu làm người mẫu. Cô tốt nghiệp ngành Truyền thông Doanh nghiệp tại Đại học Southern Methodist (SMU) ở Dallas, Texas. Stefanie là giám đốc hiện tại của một trường mẫu.

## Señorita Panamá 2002
De Roux cao 5 ft (1,78 m), tham gia và thắng cuộc thi sắc đẹp quốc gia Señorita Panamá 2002. Cô tham gia cuộc thi này với tư cách là thí sinh đại diện cho bang Panamá Centro.

## Hoa hậu Hoàn vũ 2003
Cô đại diện cho Panama tham gia cuộc thi Hoa hậu Hoàn vũ 2003 được tổ chức tại Thành phố Panama, Panama, cuộc thi mà cô là một thí sinh vào đến vòng Bán kết (Top 15).

## Hoa hậu Trái Đất 2006
Cô cũng là đại diện của đất nước mình tham gia cuộc thi sắc đẹp Hoa hậu Trái Đất 2006, được tổ chức vào ngày 26 tháng 11 năm 2006 tại Manila, Philippines. Cô lọt vào Top 8. Đến thời điểm hiện tại, cô là đại diện của Panama tiến sâu nhất tại cuộc thi Hoa hậu Trái Đất.
Sau khi lọt vào Top 8 cuộc thi, cô được đưa vào danh sách các cựu sinh viên xuất sắc của Đại học Southern Methodist.